# Niměřice
Niměřice település Csehországban, a Mladá Boleslav-i járásban. Niměřice Krásná Ves, Strenice, Sovínky, Doubravička, Pětikozly, Kovanec és Kováň településekkel határos. Lakosainak száma 317 fő (2024. január 1.).

## Népesség
A település lakosságának változását az alábbi diagram mutatja:
| Lakosok száma | 731  | 790  | 713  | 539  | 369  | 312  | 294  | 299  | 333  | 317  |
|               | 1869 | 1900 | 1921 | 1961 | 1980 | 2011 | 2016 | 2019 | 2021 | 2024 |